# Antoni Czubryński

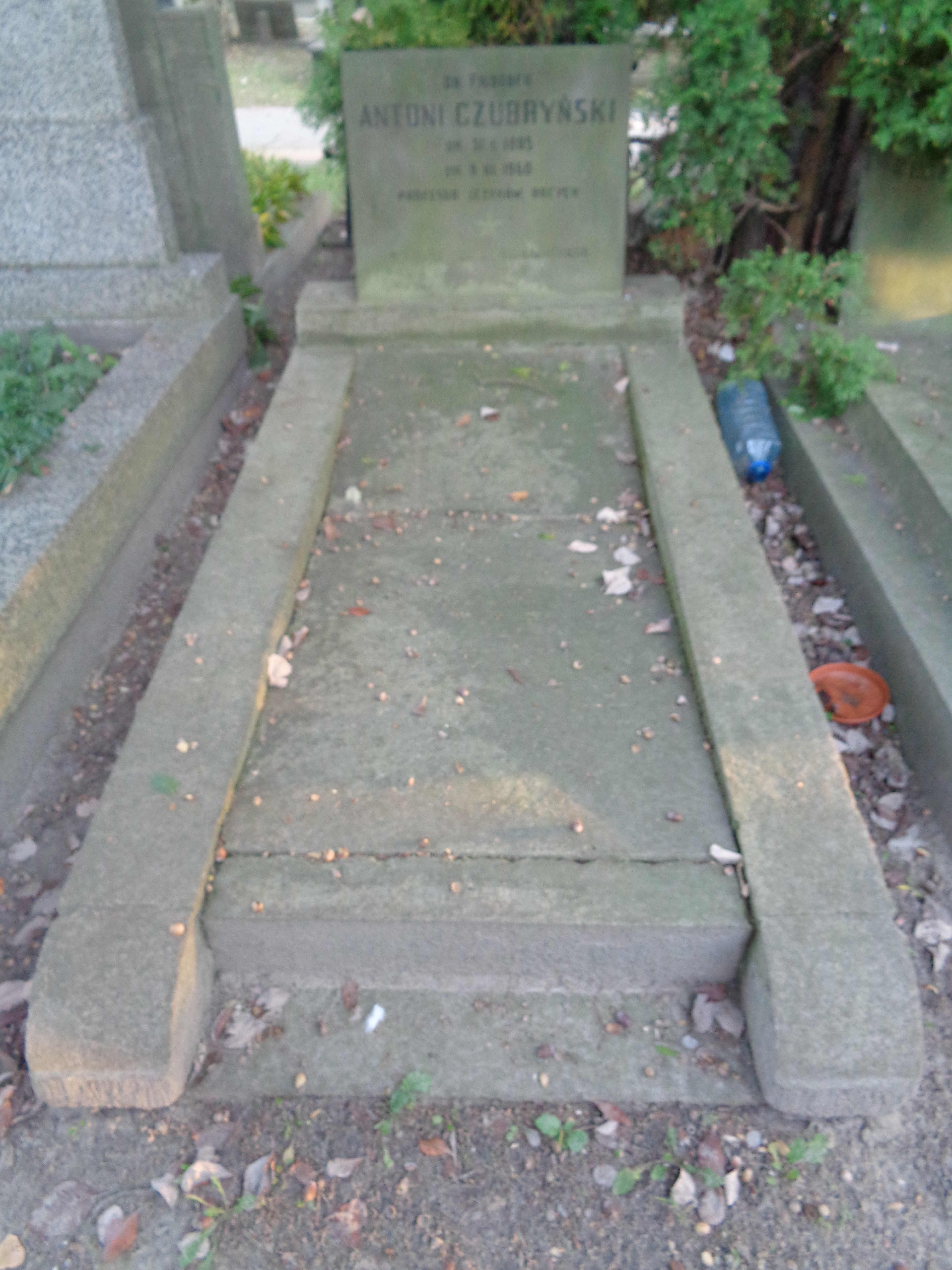
Grób Antoniego Czubryńskiego na Powązkach Wojskowych

Antoni Czubryński, pseudonimy St. Asté i Religiolog (ur. 31 grudnia 1885 w Krakowie, zm. 9 listopada 1960 w Warszawie) – polski historyk religii, astralista, działacz wolnomyślicielski, filozof, filolog, parapsycholog, esperantysta.

## Życiorys
Studiował na Uniwersytecie Jagiellońskim, uzyskując w 1917 stopień naukowy doktora filozofii (na podstawie rozprawy pt. „Poglądy etyczne Marka Aurelego”)  i filologii klasycznej, a także stopień docenta imeniam legendi Wykładał w Wolnej Wszechnicy Polskiej w Warszawie. W swoich badaniach nawiązywał do szkoły astralistycznej (za swoim mentorem Andrzejem Niemojewskim).
W latach 20. Czubryński działał w Instytucie Nauk Hermetycznych (będącym w komitywie z polskimi martynistami) Przed wojną według zeznań na przesłuchaniu Ludwik Tyborowski wspomina: Robert Walter zajmował się działalnością masońsko-okultystyczną, był członkiem Zakonu Martynistycznego, masonerii Memphis-Misraim, organizacji Antropozoficznej (IPN BU 01251/21/D, k. 28-29) W willi w Komorowie odwiedzało Waltera bardzo wiele osób, w tym Czubryński Antoni 
Blisko związany był również z ruchem wolnomyślicielskim. Działał w Polskim Związku Myśli Wolnej, przez wiele lat pisał również artykuły do organu PZMW – „Wolnomyśliciela Polskiego”, (który ukazywał się w latach 1928–1936). Publikując w tym wolnomyślicielskim i antyklerykalnym piśmie A. Czubryński posługiwał się pseudonimem „Religiolog”. Czubryński przeprowadził też szereg eksperymentów ze słynnym polskim jasnowidzem Stefanem Ossowieckim (o czym czytamy chociażby w książce Ossowieckiego „Świat mego ducha i wizje przyszłości”). W latach 1933–1935 jako docent religioznawstwa wykładał mitologię grecką i rzymską w łódzkim oddziale zamiejscowym Wolnej Wszechnicy Polskiej, od 1936 do 1939 – w Wolnej Wszechnicy Polskiej w Warszawie. Pochowany na Cmentarzu Wojskowym na Powązkach w Warszawie (kwatera K-6a-13).
Żona Maria ze Steinmasslów uczyła w gimnazjum biologii. Jej zainteresowania obejmowały okultyzm, chiromancję, grafologię, medialność, a także studiowała kabałę i wierzenia azjatyckie. Córka, Maria Czubryńska, została wróżką.

## Prace
- Polski kalendarz astrologiczny (1928-1939) – Astralogematy globusowe cudownych nakarmień: wyjątek z niewydanego Komentarza astralistycznego do czterech ewangelii
- Esperanto i esperantyzm z uwględnieniem historji języka międzynarodowego, „Bibljoteka dla Propagandy Esperanta w Polsce”, tom IV, Kraków: Druk. W Poturalski, 1912
- Esperantyzm: książka informacyjna, Kalisz: M. Jasiński, 1927
- Gwiazda króla żydowskiego Warszawa 1947
- Mistrz Twardowski: studjum mitogenetyczne Wydawnictwo Kasy im. Mianowskiego, Instytutu Popierania Nauki, 1930
- Mit kruszwicki: badanie wiaroznawcze nakł. autora, 1915
- Podania domu „Krzysztofory” na rynku krakowskim
- Slovanské mythy dynastické jako astralogemy